# Municipio de Lake (condado de Muscatine)
El municipio de Lake (en inglés: Lake Township) es un municipio ubicado en el condado de Muscatine en el estado estadounidense de Iowa. En el año 2010 tenía una población de 502 habitantes y una densidad poblacional de 5,75 personas por km².

## Geografía
El municipio de Lake se encuentra ubicado en las coordenadas 41°27′16″N 91°10′43″O / 41.45444, -91.17861. Según la Oficina del Censo de los Estados Unidos, el municipio tiene una superficie total de 87.28 km², de la cual 84,69 km² corresponden a tierra firme y (2,97 %) 2,59 km² es agua.

## Demografía
Según el censo de 2010, había 502 personas residiendo en el municipio de Lake. La densidad de población era de 5,75 hab./km². De los 502 habitantes, el municipio de Lake estaba compuesto por el 96,61 % blancos, el 0,2 % eran afroamericanos, el 0,2 % eran asiáticos, el 1,2 % eran de otras razas y el 1,79 % eran de una mezcla de razas. Del total de la población el 3,39 % eran hispanos o latinos de cualquier raza.